# Willi May
Willi May (* 4. November 1911; † 4. Januar 1972) war ein deutscher Fußballspieler.

## Karriere
May gehörte von 1932 bis 1946 dem FSV Frankfurt an, für den er in der vom Süddeutschen Fußball-Verband ausgetragenen Meisterschaft in der in zwei Gruppen unterteilten Bezirksliga Main/Hessen, Punktspiele bestritt. 1932/33 als Sieger der Gruppe Main hervorgegangen, nahm er mit dem FSV Frankfurt infolgedessen auch an der in zwei Gruppen ausgetragenen Endrunde um die süddeutsche Meisterschaft teil. Mit einem Punkt Vorsprung, dazu noch vor Eintracht Frankfurt, ging er mit seiner Mannschaft als Sieger der Gruppe Nord/Süd hervor und zog damit in das Endspiel ein. 
Die gegen den Sieger der Gruppe Ost/West, dem TSV 1860 München, am 30. Mai 1933 im Frankfurter Waldstadion ausgetragene Begegnung wurde durch das Tor von Georg Knöpfle mit 1:0 zugunsten seiner Mannschaft entschieden. Somit nahmen er und seine Mitspieler auch an der Endrunde um die Deutsche Meisterschaft teil. Er bestritt das am 7. Mai 1933 mit 6:1 gegen den PSV Chemnitz gewonnene Achtelfinale und das am 21. Mai 1933 mit 0:1 gegen den FC Schalke 04 verlorene Viertelfinale.
Von 1933 bis 1939 spielte er zunächst in der Gauliga Südwest, in einer von zunächst 16, später auf 23 aufgestockten Gauligen zur Zeit des Nationalsozialismus als einheitlich höchste Spielklasse im Deutschen Reich, von 1939 bis 1941 in der Staffel Mainhessen, von 1941 bis 1944 in der Gauliga Hessen-Nassau und zuletzt in der Staffel 3 – Frankfurt, die nach nicht komplett ausgetragenen fünf Spieltagen abgebrochen wurde. 
Während seiner Gauligazeit nahm er auch am Wettbewerb um den Tschammerpokal, dem seit 1935 eingeführten Pokalwettbewerb für Vereinsmannschaften, teil. Sein Debüt gab er am 9. Oktober 1938 beim 3:1-Achtelfinalsieg über Fortuna Düsseldorf. Über das in Ausscheidungsrunden unterteilte Viertelfinale, gelangte der FSV Frankfurt ins Halbfinale. Die Begegnung am 11. Dezember mit dem Wiener Sport-Club – hervorgegangen aus der Ausscheidungsrunde Ostmark infolge des Anschlusses Österreichs – im Stadion am Bornheimer Hang wurde dank des in der 87. Minute von Fritz Fend verwandelten Elfmeters mit 3:2 gewonnen.
Das erst am 8. Januar 1939 im Berliner Olympiastadion ausgetragene Finale gegen den SK Rapid Wien ging mit 1:3 verloren. Trotz der in der 17. Minute durch Franz Dosedzal erzielten Frankfurter Führung, ging das Spiel in der berühmten Rapid-Viertelstunde innerhalb von zehn Minuten durch Tore von Georg Schors (80.), Johann Hofstätter (85.) und Franz Binder (90.) verloren.
1939 bestritt er seine letzten beiden Spiele in diesem Wettbewerb. Das am 20. August mit 5:3 gegen den Mülheimer SV 06 gewonnene Erstrundenspiel und das am 19. November mit 0:4 bei Fortuna Düsseldorf verlorene Zweitrundenspiel.
Nach dem Ende des Zweiten Weltkriegs spielte er die Saison 1945/46 in der neugeschaffenen Oberliga Süd, die am 4. November 1945 ihren Spielbetrieb aufnahm.

## Erfolge
- Tschammerpokal-Finalist 1938
- Süddeutscher Meister 1933